# Elecciones municipales de Chile de 1924
Las elecciones municipales de Chile de 1924 fueron efectuadas el 13 de abril. En estos comicios los partidos que se presentaron fueron los tradicionales: Partido Radical, Partido Conservador, Partido Liberal Unido y Partido Democrático, mientras los movimientos nacientes de izquierda marxista se agruparon en torno a la Unión Social Republicana de Asalariados de Chile, bajo la figura de José Santos Salas, futuro candidato presidencial en 1925 contra Emiliano Figueroa Larraín.
Tras la asunción de una junta de gobierno en septiembre de 1924, el quebrantado retorno de Arturo Alessandri en marzo de 1925 y la elección de Emiliano Figueroa siete meses, algunas municipalidades fueron disueltas por decretos ley, entre ellas las de Chimbarongo, Nancagua, San Fernando, Chillán, entre otras.

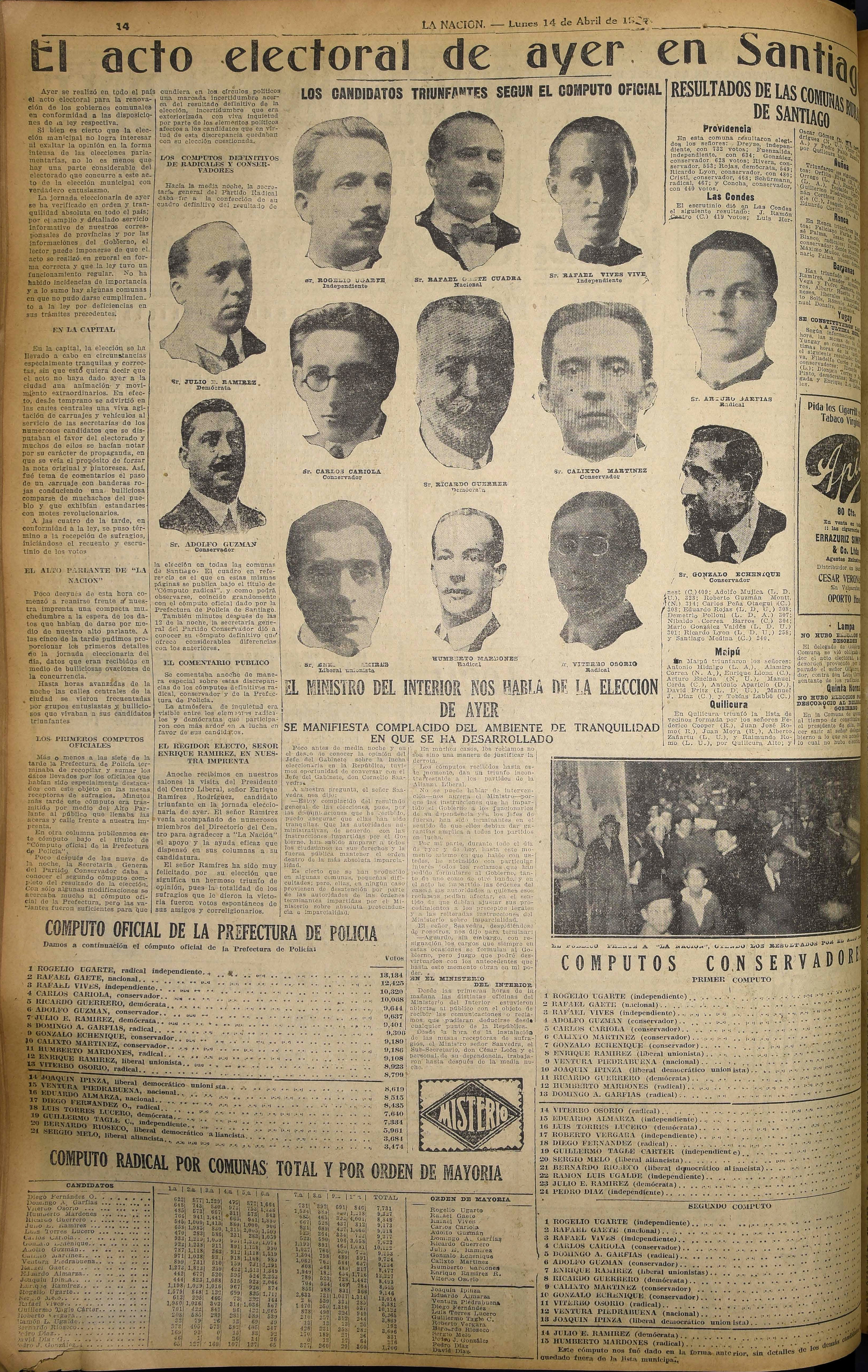
Artículo de La Nación informando el resultado de las elecciones.

## Alcaldías 1924-1927

### Listado de alcaldes electos
Listado de alcaldes elegidos en las principales ciudades del país.
| Municipio | Municipio    | Alcalde electo                                  |
| --------- | ------------ | ----------------------------------------------- |
|           | Iquique      | Santiago Macchiavello Varas Partido Radical     |
|           | Antofagasta  | Maximiliano Poblete Cortés Partido Radical      |
|           | Calama       | Enrique Maturana Partido Liberal Unido          |
|           | Coquimbo     | Delfín Carmona Partido Liberal Unido            |
|           | Viña del Mar | Carlos Unzurrunzaga Partido Liberal Unido       |
|           | Santiago     | Luis Phillips Huneeus Partido Liberal Unido     |
|           | Rancagua     | Guillermo Correa Vergara Partido Liberal Unido  |
|           | Talca        | Andrés Vaccaro Partido Conservador              |
|           | Concepción   | José María Santander Ugalde Partido Radical     |
|           | Temuco       | Juan Cabezas Foster Partido Demócrata           |
|           | Valdivia     | Eduardo Hevia Labbe Partido Liberal Democrático |
|           | Puerto Montt | José Brahm Appel Partido Conservador            |